# Appendektomi

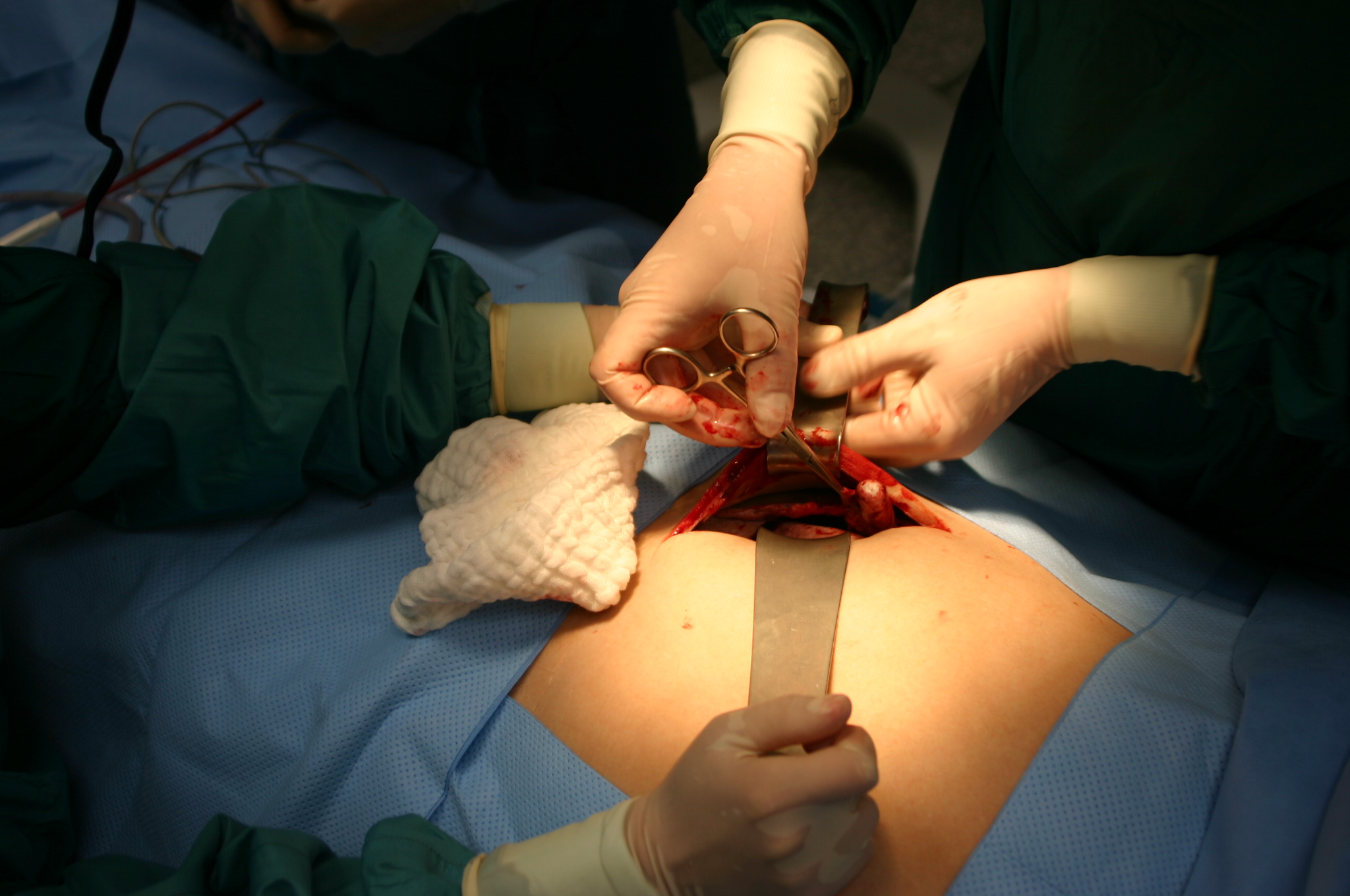
Pågående appendektomi.

Appendektomi, blindtarmsoperation, avser kirurgiskt avlägsnande av blindtarmens maskformiga bihang (appendix vermiformis), som har blivit inflammerat. Appendektomi är en av de vanligaste akutoperationerna.

### Webbkällor
- ”Blindtarmsoperation”. Svensk MeSH. Karolinska Institutet. https://mesh.kib.ki.se/term/D001062/appendectomy. Läst 13 september 2020.